# Вранешти (Арђеш)
Вранешти (рум. Vrănești) насеље је у Румунији у округу Арђеш у општини Калинешти. Oпштина се налази на надморској висини од 273 m.

## Становништво
Према подацима из 2002. године у насељу је живело 1235 становника, од којих су сви румунске националности.